# Eusterinx minima
Eusterinx minima là một loài tò vò trong họ Ichneumonidae.